# Dallas Cowboys 1996
La stagione 1996 dei Dallas Cowboys è stata la 37ª della franchigia nella National Football League. La squadra si presentò al via come campione in carica dopo la vittoria del Super Bowl XXX ma ebbe un'annata tumultuosa. Una delle sue stelle, il ricevitore Michael Irvin fu sospeso per le prime cinque partite e prima dei playoff fu accusato, assieme al lineman Erik Williams, di violenza sessuale (un'accusa poi provatasi falsa). In questa stagione i Cowboys vinsero la loro ultima gara di playoff fino al 2009.

## Calendario

### Stagione regolare
| Avversario             |    |    | Risultato | Pubblico |
| ---------------------- | -- | -- | --------- | -------- |
| at Chicago Bears       | 6  | 22 | S         | 66,944   |
| New York Giants        | 27 | 0  | V         | 63,069   |
| Indianapolis Colts     | 24 | 25 | S         | 63,021   |
| at Buffalo Bills       | 7  | 10 | S         | 78,098   |
| at Philadelphia Eagles | 23 | 19 | V         | 67,201   |
| Settimana di pausa     |    |    |           |          |
| Arizona Cardinals      | 17 | 3  | V         | 64,096   |
| Atlanta Falcons        | 32 | 28 | V         | 64,091   |
| at Miami Dolphins      | 29 | 10 | V         | 75,283   |
| Philadelphia Eagles    | 21 | 31 | S         | 64,952   |
| at San Francisco 49ers | 20 | 17 | V         | 68,919   |
| Green Bay Packers      | 21 | 6  | V         | 65,032   |
| at New York Giants     | 6  | 20 | S         | 77,081   |
| Washington Redskins    | 21 | 10 | V         | 64,955   |
| at Arizona Cardinals   | 10 | 6  | V         | 70,763   |
| New England Patriots   | 12 | 6  | V         | 64,578   |
| at Washington Redskins | 10 | 37 | S         | 56,454   |